# 中間財
中間財（英語：Intermediate goods）為一經濟學用語。是經濟學中所稱的一種財貨，指的是在企業的生產過程中，於製成其他產品前的中間階段所使用的財貨。
使用中間財所生產出的最終形態即為最終財。某項財貨是否被歸類為中間財，並非取決於該財貨本身的性質，而是視其使用情境而定。意即，同一項財貨在不同情況下可能被視為中間財或最終財。
例如，在工廠製造產品的過程中，若某項財貨被作為原料使用，則該財貨在此情境下為中間財。然而，若生產在達成目的後停止，剩餘未被使用的材料轉為庫存，則這部分剩餘的財貨可視為最終財。最終財會以消費財或生產財的形式，交由消費者或企業使用。

## 關聯項目
- 財貨
- 最終財
- 半成品

## 腳註
1. . 樂詞網. 國家教育研究院 （中文（臺灣））.
2. . コトバンク. 世界大百科事典 デジタル大辞泉,改訂新版.   [2025-06-25] （日语）.

## 外部連結
- 中間財 とは - コトバンク
- 中間財 ～ インフォバンク マネー百科
- マーケティング用語集 中間財 - J-marketing.net produced by JMR生活総合研究所